# A través de tus ojos (película)
A través de tus ojos es una película dramática argentina de 2006 dirigida por Rodrigo Fürth. Está protagonizada por Pepe Soriano y Adriana Aizemberg. La película se estrenó el 7 de septiembre de 2006 en las salas de cines de Argentina.

## Sinopsis
Cuenta la historia que viaja a Nueva York, donde Nilda se descompensa y Lito deberá afrontar solo el caos de la ciudad estadounidense, mientras que en Buenos Aires su empresa se desmorona.

## Elenco
- Pepe Soriano como Lito
- Adriana Aizemberg como Nilda
- Marcos Dubuch como Perú
- Miguel Ángel Porro como Chango
- Totó López como Contreras
- Jannette Clemenceau como Greta
- Sandra Rodríguez como Sara
- Davis Burgos como Ricky

## Recepción

### Comentarios de la crítica
La película recibió reseñas positivas por parte de los críticos. Paraná Sendrós de Ámbito Financiero elogió la actuación de Soriano, diciendo que «éste es uno de los mejores trabajos que Pepe Soriano haya hecho para el cine; un trabajo puntilloso, de desarrollo milimétrico, sobre un personaje difícil, que provoca ternura, piedad, lástima, angustia, admiración, y que, cuidadosamente, nos lleva desde la risa hasta el ahogo», mientras que Aizemberg «está formidable». Horacio Bernades de Página 12 resaltó que el filme «consigue retratar a los compatriotas post 2001 perdidos por el mundo, evitando el trazo grueso y el tono pedagógico» y «Pepe Soriano se luce en un rol que entrañaba varios riesgos».

### Premios y nominaciones
| Lista de premios y nominaciones | Lista de premios y nominaciones            | Lista de premios y nominaciones | Lista de premios y nominaciones | Lista de premios y nominaciones | Lista de premios y nominaciones |
| Año                             | Organización                               | Categoría                       | Nominado/a(s)                   | Resultado                       | Ref(s)                          |
| ------------------------------- | ------------------------------------------ | ------------------------------- | ------------------------------- | ------------------------------- | ------------------------------- |
| 2006                            | Premios Sur                                | Mejor actriz                    | Adriana Aizemberg               | Nominada                        | [ 6 ]                           |
| 2006                            | Premios Sur                                | Mejor actor                     | Pepe Soriano                    | Nominado                        | [ 6 ]                           |
| 2007                            | Premios Cóndor de Plata                    | Mejor actriz                    | Adriana Aizemberg               | Nominada                        | [ 7 ]                           |
| 2007                            | Premios Cóndor de Plata                    | Mejor actor                     | Pepe Soriano                    | Nominado                        | [ 7 ]                           |
| 2007                            | Premios Cóndor de Plata                    | Mejor diseño de vestuario       | Sandra Fink                     | Nominada                        | [ 7 ]                           |
| 2007                            | Festival de Cine Latinoamericano de Lleida | Mejor película                  | A través de tus ojos            | Ganador                         | [ 8 ]                           |
| 2007                            | Festival de Cine Latinoamericano de Lleida | Mejor actor                     | Pepe Soriano                    | Ganador                         | [ 8 ]                           |